# 派宰勒塞克
派宰勒塞克（法語：Paizay-le-Sec，法語發音：[pɛzɛ lə sɛk]）是法国新阿基坦大区维埃纳省的一个市镇，属于蒙莫里永区。

## 地理
派宰勒塞克（46°34'44"N, 0°46'39"E）面积34.65 平方千米，位于法国新阿基坦大区维埃纳省，该省份为法国中西部省份，北起曼恩-卢瓦尔省和安德尔-卢瓦尔省，西接德塞夫勒省，南至夏朗德省，东南接上维埃纳省，东临安德尔省。
与派宰勒塞克接壤的市镇（或旧市镇、城区）包括：昂蒂尼、拉比西耶尔、绍维尼、洛捷、莱涅叙方丹、拉皮、圣萨万。

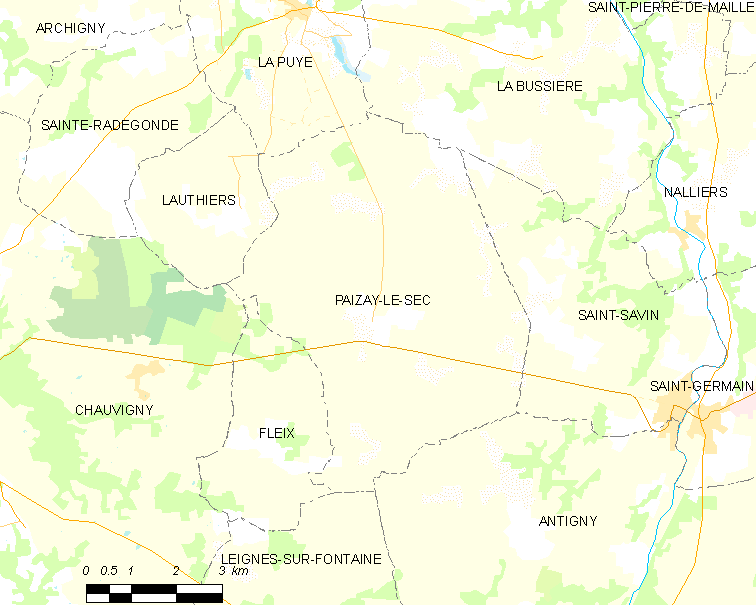
派宰勒塞克的OSM定位图

派宰勒塞克的时区为UTC+01:00、UTC+02:00（夏令时）。

## 行政
派宰勒塞克的邮政编码为86300，INSEE市镇编码为86187。

## 政治
派宰勒塞克所属的省级选区为绍维尼县。

## 人口

1962-2008年间派宰勒塞克人口变化图示

派宰勒塞克于2022年1月1日时的人口数量为474人。